# シネマ秘宝館
シネマ秘宝館（しねまひほうかん）は、アマチュア映像を一堂に集めて披露する上映イベント。

## 概要
1996年8月から新宿ロフトプラスワンにて、年3回（4月・8月・12月）の時期に開催。
主に短編の笑えて楽しめる自主映画、アマチュア映像作品が中心。
特集以外にも、アニメーション・8ｍｍ・学生映画・ネット動画・活弁・VJ・実験映像・3D・MAD等様々。
主催者は斎藤浩一（1968-2017）
自主映画を知らない人自主映画の面白さを知ってもらいたい,自主映画にも面白い作品があることを教えたいが為に個人で開催している。
主催者の嗜好により、上映リピートされる作品も幾つかある。
新宿以外では、池袋・中野・渋谷・大阪・札幌・水戸でも開催されたことがある。
又、飲食店での貸切りイベント・地方開催の他、デザインフェスタ（2004～2009）に出店してモニターを持ち込んでの告知や作品上映で参加。
上映監督や出演者など来場ゲストトークも聞ける場合もある。
開催動機は、学生時代から同級生達と映像を製作。高校時代（映画同好会）の作品を上映される映画祭・上映会が無かった他、
プラスワン常連客で映像班「風」結成参加後に気運が高まり上映イベントを開催。
開始当初は、知り合いや仲間内の作品が中心だった。
学生時に観た、娯楽系自主上映イベント「ゴールデンエクストラフィルムショー」(85年～95年)からもイベント内容に影響を受けおり、「悪い妖精が呼んでいる」（シネマ秘宝館公式ハンドブック）では、ゴールデンエクストラ主催者と対談を行っている。
上映作品の監督名には、インディーズ時代の園子温ほか、山口雄大、松梨智子、田畑由秋、なにわ天閣、うるまでびる、AC部、河崎実、桜井景一、田口清隆、飯塚貴士、坂本頼光、安原伸、須賀大観、伊勢田勝行、細川徹、内田清輝、おおなりてつや、若山佳三、谷口崇、佐藤懐智、ノーマン・イングランド、越坂康史、吉村文庫、中西義久、下村雄二、山本浩司、一楽儀光、他様々な現在活躍中のクリエーターの自主制作作品も上映されていた。
2001年2月、大阪・プラネット映画祭　「プラネット・シネマ・トークセッション２００１」にゲスト参加
2002年8月に20回目を迎えた時点で一時休止。翌年2003年10月に再開する。、
2009年2月、映画情報番組「いのり・エネルギーの映画缶」(テレビ埼玉)にて年末イベントの一部が紹介されたことがある。
2017年1月、主催者が急死。
2020年5月6日（祝）開催予定がコロナウイルスによる自粛要請で延期。12月開催となる。同時に会場店舗サイトからのネット配信での視聴が可能となる。
以後、広報部長主催の元、関係者協力にて開催を継続中。

## 開催

### 1996年
- 8月13日(火)シネマ秘宝館/(富久町)
- 12月1日(日)シネマ秘宝館2/(富久町)

### 1997年
- 4月28日(月)シネマ秘宝館/(富久町)
- 8月26日(火)シネマ秘宝館4/(富久町)
- 12月23日(火・祝)シネマ秘宝館5/(富久町)

### 1998年
- 5月3日(日)シネマ秘宝館6/(富久町)
- 7月20日(月)シネマ秘宝館7・大傑作選
- 8月30日(日)シネマ秘宝館8
- 12月23日(祝)シネマ秘宝館9

### 1999年
- 4月29日(祝)シネマ秘宝館10
- 8月29日(日)シネマ秘宝館11

### 2000年
- 1月15日(土)シネマ秘宝館12
- 4月29日(祝)シネマ秘宝館13
- 8月19・20日(土・日)シネマ秘宝館in豊島公会堂/池袋豊島公会堂
- 9月9日(土)シネマ秘宝館in大阪 前哨戦スペシャル/大阪ジャングル[6]
- 11月 5日（日)シネマ秘宝館in大阪/大阪ジャングル[7]
- 12月16日(土)シネマ秘宝館15 芸能まつり/なかの芸能小劇場

### 2001年
- 4月29日(祝)シネマ秘宝館16
- 5月20日(日)シネマ秘宝館inSHIBUYA/club asia「P」[8]
- 8月4・5日(土・日)プラネット秘宝館/大阪プラネットホール[9]
- 8月16日(日)シネマ秘宝館17
- 12月23日(日)シネマ秘宝館18[10]

### 2002年
- 4月28日(祝)シネマ秘宝館19
- 8月17・18日（土・日）シネマ秘宝館20

### 2003年
- 10月13日(祝)シネマ秘宝館21
- 12月21日(日）シネマ秘宝館22

### 2004年
- 4月29日(祝)シネマ秘宝館23 きるびるまつり
- 8月22日(日)シネマ秘宝館in札幌Vol.1/札幌市教育文化会館4階講堂
- 10月30・31日（土・日）シネマ秘宝館24[11]
- 12月30日(木)シネマ秘宝館25

### 2005年
- 2月5日(土)シネマ秘宝館in札幌Vol.2/札幌市中央区南シネマカフェ
- 4月29日(祝)シネマ秘宝館26ロボまつり
- 8月7日（日）シネマ秘宝館27・万国博覧会
- 12月23日（祝）シネマ秘宝館28・へんしんまつり
- 12月27日（火）シネマ秘宝館大忘年会／新宿・ネイキッドロフト

### 2006年
- 4月29日（土）シネマ秘宝館29・にくまつり
- 8月30日（日）シネマ秘宝館30・はちゃめちゃまつり
- 12月23日（土）シネマ秘宝館31・リメイクまつり

### 2007年
- 4月29日（日）シネマ秘宝館32
- 6月29日（金）オールナイトでシネマ秘宝館33
- 9月2日（日）シネマ秘宝館34
- 12月23日（日）シネマ秘宝館35

### 2008年
- 4月29日（祝）シネマ秘宝館36
- 6月7日（土）オールナイトでシネマ秘宝館37
- 8月1日（金）オールナイトでシネマ秘宝館38
- 8月30日（土）シネマ秘宝館39・見たこともない懐かしのヒーロー怪獣＆３Ｄまつり
- 8月31日（日）祝!40回!シネマ秘宝館スペシャル
- 12月23日（祝）シネマ秘宝館41

### 2009年
- 3月19日（木）オールナイトでシネマ秘宝館42
- 4月29日（祝）シネマ秘宝館43
- 8月29日（土）シネマ秘宝館44〜なつやすみSFまつり
- 12月23日（祝）シネマ秘宝館45　祝!ご在位20周年記念＆年忘れ・輝けニッポンの紅白歌合戦まつり

### 2010年
- 4月29日（祝）シネマ秘宝館46・春のぼうえいまつり
- 8月29日（日）シネマ秘宝館47夏休み爆破まつり
- 11月20日（土）オールナイトでシネマ秘宝館48／ネイキットロフト
- 12月25日（土）シネマ秘宝館49宇宙まつり

### 2011年
- 4月29日(祝)シネマ秘宝館50　祝！50回記念:エコまつり！
- 8月28日(日)シネマ秘宝館51　邦衛まつり＋
- 12月24日(日)シネマ秘宝館52

### 2012年
- 4月29日(祝)シネマ秘宝館53　春のマンまつり
- 8月26日(日)シネマ秘宝館54
- 12月29日(土)シネマ秘宝館55

### 2013年
- 4月29日(祝)シネマ秘宝館56　プロジェクションマッピングまつり
- 8月31日(土)シネマ秘宝館57 〜パシフィック・リ●公開記念　怪獣＆特撮まつり
- 12月28日(土)シネマ秘宝館58 〜4●ＲＯＮＩＮ公開記念　忍者＆お侍まつり

### 2014年
- 4月29日(祝)シネマ秘宝館59 コマ撮りまつり
- 5月6日(祝)シネマ秘宝館ＷＥＳＴ　〜爆笑！関西まつり＆東西対抗ベストセレクション
- 9月6日(日)シネマ秘宝館60　アマチュアアニメ特撮チャンピオンまつり（同時開催：魚まつり）
- 12月30日(火)シネマ秘宝館61 年忘れ！年末まつり（同時開催：ボカロがないので自分で主題歌を歌いましましたまつり)

### 2015年
- 2月7日(土)シネマ秘宝館WEST2　～大爆笑！はちゃめちゃまつり！
- 5月4日(祝)シネマ秘宝館62 ワイル●スピード、きかんしゃトーマ●、天才バカボ●公開記念！　スピードきかんしゃバカまつり（略してＳＫＢまつり）
- 8月15日(土)シネマ秘宝館WEST3　夏休み怪獣まんがまつり！
- 9月22日(祝)シネマ秘宝館63　ジュラシックかいじゅうチャンピオンまつり！
- 12月23日(祝)シネマ秘宝館64 スターウォー●まつり（同時上映、ゴジ●＆太陽●塔＆メカゴジ●＆バカ＆紅●歌合戦)[12]

### 2016年
- 4月29日(祝)シネマ秘宝館65 20周年まつり[13]
- 7月30日(土)シネマ秘宝館66 新ゴジ●チャンピオンまつり（同時上映：見たことが無い特撮ヒーローまんがまつり）[14]
- 10月30日(日)シネマ秘宝館67　君の名○ロングヒット記念！秋の超絶アニメまつり」（同時上映：ゲーム＆のりもの＆怪獣チャンピオンまつりアゲイン）[15]

### 2017年
- 4月29日(祝)ありがとう！斎藤館長!!シネマ秘宝館68 とりまつり[16]
- 7月23日(日)シネマ秘宝館（番外編）斎藤館長 8mmフィルムだけの上映会! /高円寺Pundit'[17]
- 12月23日(祝)シネマ秘宝館69「鋼鉄●ーグ」「劇場版 マ●ンガーZ 」公開記念！ 「永●ＧＯ！まつり！」[18]

### 2018年
- 4月29日(祝)シネマ秘宝館70回記念　安原伸監督作品集『昭和まつり』[19]
- 9月2日(日)シネマ秘宝館71 のりものまつり[20]

### 2019年
- 2月11日(祝)シネマ秘宝館72 ぼうえいまつりWinter[21]
- 7月15日(祝)シネマ秘宝館73 不思議な森まつりwonder[22]

### 2020年
- 1月12日(日)シネマ秘宝館74　お年玉大作戦！[23]
- 12月20日(日)シネマ秘宝館75 Kawaii☆彡フェスティバル＆東京オリンピッ◯まつり[24]

### 2021年
- 5月23日（日）シネマ秘宝館76　見るとなんだか楽しくなるまつり[25]
- 9月26日（日）シネマ秘宝館77　こんな時こそ「はちゃめちゃまつり」[26]
- 11月28日（日）シネマ秘宝館78　[おめでとう！Naked Loft Yokohama] 横浜上等！夜露死苦編　[27]

### 2022年
- 7月10日（日）シネマ秘宝館79　みんな大好き❤特撮！特撮！[28]
- 10月30日（日）シネマ秘宝館80　今年はちょこっとハロウィン！[29]

### 2023年
- 2月19日（日）シネマ秘宝館81　「国防挺身隊がやってくる！！！」[30]
- 7月1日 (土) シネマ秘宝館82　卯年（うさぎ）だから「バニーまつり」

- 11月5日(日)シネマ秘宝館83　ゴ⚫ラ公開記念＋１

### 2024年
- 7月7日（日）シネマ秘宝館84

- 11月10日（日）シネマ秘宝館85「社会派！！！」

### 2025年
- 4月27日（日）シネマ秘宝館86「巳年記念！蛇！蛇！鰻！長ーいモノまつり」

## 上映作品
第1回 
●1996年8月13日(火)
- ゲーマテリックのテーマ  斎藤浩一
- 愛の三部作、愛ゆえに  黒澤輝夫
- ロボ山、人間マスク 新美文啓
- みかん 木村乙也
- スペースGO なにわ天閣
- 戦火を逃れた幻の百フィート 酒徳ごうわく
- 屋上の人 遠藤彰夫
- バッドフィルム予告編 園子温

第２回 
●1996年12月1日(日)
- 血の浄化 山口二郎
- こねこのらねこまいごのこねこ、新陳代謝 胤森淳
- スナイパー 宇野木勝彦
- コスモスの咲く頃 阿部哲久
- 来訪者 坂本昭二郎
- 日本の巨匠シリーズ 旗手稔
- 原子怪獣と赤線地帯、悪魔のキョロちゃん 樋口徹
- かにぱん 早稲田アニメーション研究会
- ヘアGO!GO! 越坂康史
- 思い出のコペンハーゲン、フィルムドラッグ なにわ天閣
- 憎めないあいつ、憎めないあなた 成智秀吉
- ヤングドランカー怒りのリベンジ 城崎共陽
- サーキットの女豹、赤ヘルさん 酒徳ごうわく
- シューベルト 佐藤懐智
- 惜しみなく愛は奪う 松梨智子

第３回 
●1997年4月28日(月)
- ならず者バトルロワイアル 坂本昭二郎
- 悪魔の誕生日 池田健太
- 科学情報・うどんスパゲッティ 吉村文庫
- 死ねない！惑星大作戦 第一話 須賀大観
- ウルトラエロス、電電さん 酒徳ごうわく
- どっか連れてって 斎藤浩一
- 仮面サンダー 旗手稔
- 刑事さん、スペースラブ他 並木ぷりん
- 東京空の下 鮎
- 男・青春伝説 松梨智子

第４回 
●1997年8月26日(火)
- 冒険家宮本大輝の生き様  坂本昭二郎
- BLACK THINGS 村田周陽
- アポロ、SAZAE-TREK、共作2 電通大まにけん
- 妖怪巨大女の息子、巨人の惑星、ロボットウォーズ 啓虎宏之
- ゲーテリックのテーマ 斎藤浩一
- 不幸な安田、スペースアニキ 新美文啓
- 手作りのスターウォーズ 高橋弘
- 君に届かない 麻和正志
- 東京名探偵・少年ライト 佐藤懐智
- 一休さん ？
- アクシデントKEYYYYY! 酒徳ごうわく
- マッスル兄弟 濱田轟天
- 巨人の星、X線の目を持つ男、ターミネーター3 並木ぷりん
- 戦え！サザエさん、ゲッターロボGEI 大阪芸大SFA

第5回 
●1997年12月26日(金)
- いつも青空 樋口徹
- マンモスゴリさん 新真二
- 夫婦ドラゴン 高羽泰雄
- GGG退官ビデオ 電通大まにけん50フィート
- 彼方からの手紙 サムライプロジェクト
- 明治天皇宇宙の旅 安原伸
- おんなふたり 坂東雄二
- URVAN NIGHTS 石井光司
- トランプクラブ 狩野丈志
- カチンコ 広崎哲也
- 悪魔人間10番勝負 永山雅也
- バービーはキャッツアイ 岡村博文
- CROSSING 中西義久
- ジェンガ、何人は貴方だ！ 斎藤浩一
- みどりちゃん なにわ天閣
- 刑事さん1～3、あいつ・旅立ち 並木ぷりん
- 人食いアメーバの恐怖、ゼイラム3 酒徳ごうわく
- サイボーグてらじ おおなりてつや

第６回 
●1998年5月3日(日)
- 熱球物語 小原茂樹
- 無限殿下 井上裕之
- スシマン 小鳩の会
- ミュージックドラゴン 笠原大
- ドラゴン怒りの晩秋 細川徹
- ルパンⅢ世・奇跡の卵を奪え！ 麻和正志
- ルパン三平 坂本昭二郎
- ジョーショー 細川徹
- サイボーグ00ムーン 西之園修
- ナンバーバード 松浦広明
- チャイナライオン 佐藤良二
- 戦火を逃れた幻の百フィート、うろこ雲 酒徳ごうわく
- ゆれる・想い、ロリコップ 並木ぷりん
- お休み大人ショー 鈴木雪弥
- 世界の成人講座・スーパーマンになりたい会 細川徹
- バイオレンスで行こう！ 小原茂樹

第７回 
●1998年7月20日(祝)
- 冒険家・宮本大輝の生き様 坂本昭二郎
- シューベルト 佐藤懐智
- バイオレンスで行こう！ 小原茂樹
- 君に届かない 都筑宏幸
- スペースGO  なにわ天閣
- スペースアニキ 新美文啓
- 手作りのスターウォーズ 高橋弘
- サイボーグてらじ おおなりてつや
- 悪魔人間10番勝負 永山雅也
- 彼方からの手紙 サムライプロジェクト
- 夫婦ドラゴン 高羽泰雄
- 共作2 電通大まにけん
- ドラゴン怒りの晩秋 細川徹
- 戦火を逃れた幻の百フィート 酒徳ごうわく
- 一休さん
- 刑事さん、麦秋 並木ぷりん

第８回 
●1998年8月30日(日)
- ダサくてエグくてズルいあいつら 山口雄大
- それ行け！クリームパンマン 相川雅之
- 青い味方 新美文啓
- 超ロリコン要塞ランジェ 東海大学漫画研究会
- 竹下心也パフォーマンス・秘芸水戸黄門  竹下心也
- I ＭＩＳＳ YOU 坂東雄二
- くじらおいしいね 小谷佳津志
- ソの夢、東京空の下 鮎
- 恐怖の未知無知生物X予告編、刑事くん大爆発 酒徳ごうわく
- 立ち読み 斎藤浩一
- CM男汁 細川徹
- スイッチ、カンフーのフー 高岡晃太郎
- 仮面サンダー 旗手稔
- ドラゴンへの道、ホームアローン 並木ぷりん
- プレステロッキー 東工大アニメーション研究会
- MOKI THE SHOCKER うるまでびる

第9回 
●1998年12月23日(祝)
- 手鼻三吉と2(トゥワイス)志郎が往く 山口雄大
- 格闘遊戯 下村勇二
- 馬場ん 高岡晃太郎
- からくり侍の冒険 中林圭
- それ行け！クリームパンマン2 相川雅之
- MAD 旗手稔
- 川に行こうよ 川島功資
- 惜しみなく愛は奪う 松梨智子
- ドラゴン怒りの晩秋 細川徹
- 佐藤さんの作品 佐藤さん
- 恐怖の未知無知生物X 酒徳ごうわく
- 引き出しの中のタイムマシーン なにわ天閣
- 椿三十朗 並木ぷりん
- ヘンチンポコイダーR 旗手稔&並木ぷりん
- 新日本の巨匠シリーズ・山田洋次の日本沈没 並木ぷりん
- 駄ビデ 関西学院大学創作研究会
- 国防挺身隊 安原伸

第10回 
●1999年4月29日(祝)
- 爆弾猿 吉里重治
- カラオケマン 佐藤大介
- ネコ型ロボットの冒険 オノデラ・ブーリー・ゴー
- 荒野のからくり侍 中林圭
- 壮絶！謎のだんご4兄弟 野村武正
- FUCK！日本刀とブルー 形岡賢一
- 熱球物語DX 小原茂樹
- 紫の薔薇殺人事件 高橋亨
- ダサくてエグくてズルいあいつら マツぶらり旅 山口雄大
- 犬神家の一族2、バカ映画ワークショップ10分テスト 酒徳ごうわく
- ドラゴン修学旅行 リッチマン丸山
- 憎めないあいつ、憎めないあなた 成智秀吉
- スイッチ 高岡晃太郎
- チョップ少女 竹澤健志
- 駄ビデ2 関西学院大学創作研究会
- 世界の成人講座・スーパーマンになりたい会 細川徹

第11回 
●1999年8月29日(日)
- 人食いアメーバの恐怖 酒徳ごうわく
- キャプテンアメリカ 高木淳
- 名探偵トミナガ、遠山の金さん 早稲田アニメーション研究会
- 鉄道員(ぽっぽや)3 斎藤浩一
- ブーメラン2000 山本浩司
- 千葉工大ご乱心シリーズ、ハイサイド 千葉工業大学アニメーション研究会
- 少林寺成龍拳(ジャッキーけん) リッチマン丸山
- ディストラクションゲーム 斎藤郁夫
- 犬死にソルジャー、クリフハンガー、最後の猿人間 小村たかひろ
- 雑念タテインメント～おやじギャグ養成ギプス 清井俊亜
- GOGO平壌～夜会大作戦～ ダー機関
- 手作りのスターウォーズ 高橋弘
- モール物語 高岡晃太郎
- ハイスクールリーパー 伊勢田勝行
- テレビターズ 映像温泉芸社

第12回 
●2000年1月15日(土)
- 訓王がゆく スケアクロウフィルム
- 超人現る～浦安大決戦 アラマウント映画社
- 少年時代 斎藤浩一
- スターブレイザー大作戦 おおなりてつや
- 悶絶！浪人街道 大日本活劇舎
- いずみ デジタルトンデンヘイ
- あぶない刑事 スケアクロウフィルム
- パンツ刑事 小林祐司
- テクノマチャアキ 酒徳ごうわく
- 怪奇！大作 ダー機関
- タクラビジョン 小藤卓
- 子供たちを責めないで、バトル野郎 田畑由秋

第13回 
●2000年4月29日(土)
- CM 衣笠真二郎
- 鯖 ほたるいかプロジェクト
- スパークストロベリースパイダー 栗林忍
- おいしい野郎 宮崎英輝
- スターブレイザー大作戦 おおなりてつや
- よんぱっく 星健太
- 宇宙武闘伝・Yヤマト 星哲哉
- NEZI～The night of the crazy screw 鷲見伸介
- ビバ！8ミリ～フィルムのひみつ4～ 酒徳ごうわく
- タクラビジョン2 小藤卓
- シャブ中刑事 ダー機関
- アフロの拳 チームアフロ
- 仏滅プレイヤー 森川健太